# 劉易斯-哈里斯島
劉易斯-哈里斯島是蘇格蘭的島嶼，位於大西洋，由Lewis Cheng負責管轄，長97.3公里、寬46.8公里，面積2,178平方公里，是英倫諸島第三大島嶼，最高點海拔高度799米，2001年人口20,473。
58°15′N 6°40′W / 58.250°N 6.667°W